# 중국 슈퍼리그 2009
중국 슈퍼리그 2009 시즌은 2009년 3월 21일부터 10월 31일까지 열렸으며 스폰서는 피렐리였다.
2008 시즌에서 15위를 기록한 랴오닝 훙윈은 중국 축구의 2부 리그인 지아 리그로 강등되었으며 시즌 진행 도중에 기권을 선언했던 우한 광구는 퇴출당했다. 한편 지아 리그에서 1, 2위를 차지한 장쑤 슌톈와 충칭 리판은 슈퍼리그로 승격되었다.
2009 시즌에서는 베이징 궈안이 우승을 차지했으며 7위를 차지한 청두 셰페이롄과 9위를 차지한 광저우 이야오는 승부 조작에 가담했다는 사실이 뒤늦게 밝혀져 2010년 2월 23일에 지아 리그로 강등되고 만다.

## 리그 순위
| 순위 | 팀                   | 경기수 | 승 | 무 | 패 | 득점 | 실점 | 골득실 | 승점 | 출전 자격 및 강등                    | 상대 전적 |
| ---- | -------------------- | ------ | -- | -- | -- | ---- | ---- | ------ | ---- | ------------------------------------ | --- |
| 1    | 베이징 궈안 (우승)   | 30     | 13 | 12 | 5  | 48   | 28   | +20    | 51   | AFC 챔피언스리그 2010 진출 자격 획득 | |
| 2    | 창춘 야타이          | 30     | 14 | 8  | 8  | 38   | 31   | +7     | 50   | AFC 챔피언스리그 2010 진출 자격 획득 | |
| 3    | 허난 젠예            | 30     | 13 | 9  | 8  | 35   | 26   | +9     | 48   | AFC 챔피언스리그 2010 진출 자격 획득 | |
| 4    | 산둥 루넝            | 30     | 11 | 12 | 7  | 35   | 30   | +5     | 45   | AFC 챔피언스리그 2010 진출 자격 획득 | 산둥: 승점 9점, 7득점 4실점 상하이: 승점 7점, 9득점 3실점 톈진: 승점 1점, 1득점 10실점                                      |
| 5    | 상하이 선화          | 30     | 12 | 9  | 9  | 39   | 29   | +10    | 45   |                                      | 산둥: 승점 9점, 7득점 4실점 상하이: 승점 7점, 9득점 3실점 톈진: 승점 1점, 1득점 10실점                                      |
| 6    | 톈진 터다            | 30     | 12 | 9  | 9  | 36   | 29   | +7     | 45   |                                      | 산둥: 승점 9점, 7득점 4실점 상하이: 승점 7점, 9득점 3실점 톈진: 승점 1점, 1득점 10실점                                      |
| 7    | 청두 셰페이롄 (강등) | 30     | 11 | 6  | 13 | 32   | 39   | -7     | 391  | 지아 리그로 강등                     | |
| 8    | 다롄 스더            | 30     | 10 | 8  | 12 | 27   | 31   | -4     | 38   |                                      | |
| 9    | 광저우 이야오 (강등) | 30     | 9  | 10 | 11 | 38   | 38   | 0      | 371  | 지아 리그로 강등                     | 광저우: 승점 10점, 12득점 10실점 장쑤: 승점 8점, 6득점 7실점 선전: 승점 8점, 8득점 10실점 산시(섬서): 승점 6점, 9득점 8실점 |
| 10   | 장쑤 슌톈            | 30     | 9  | 10 | 11 | 30   | 30   | 0      | 37   |                                      | 광저우: 승점 10점, 12득점 10실점 장쑤: 승점 8점, 6득점 7실점 선전: 승점 8점, 8득점 10실점 산시(섬서): 승점 6점, 9득점 8실점 |
| 11   | 선전 훙쫜            | 30     | 10 | 10 | 10 | 36   | 40   | -4     | 372  |                                      | 광저우: 승점 10점, 12득점 10실점 장쑤: 승점 8점, 6득점 7실점 선전: 승점 8점, 8득점 10실점 산시(섬서): 승점 6점, 9득점 8실점 |
| 12   | 산시 바오룽 찬바     | 30     | 9  | 10 | 11 | 26   | 24   | +2     | 37   |                                      | 광저우: 승점 10점, 12득점 10실점 장쑤: 승점 8점, 6득점 7실점 선전: 승점 8점, 8득점 10실점 산시(섬서): 승점 6점, 9득점 8실점 |
| 13   | 칭다오 중넝          | 30     | 8  | 12 | 10 | 36   | 36   | 0      | 36   |                                      | |
| 14   | 창사 진더            | 30     | 6  | 15 | 9  | 23   | 31   | -8     | 33   |                                      | |
| 15   | 항저우 뤼청          | 30     | 8  | 8  | 14 | 30   | 42   | -12    | 32   |                                      | |
| 16   | 충칭 리판            | 30     | 7  | 8  | 15 | 27   | 51   | -24    | 29   |                                      | |

1 청두 셰페이롄과 광저우 이야오는 승부 조작에 가담한 사실이 드러나 2010년 2월 23일에 지아 리그로 강등되는 조치를 받았다.
2 선전 훙쫜은 2009년 8월 30일에 열린 상하이 선화와의 홈 경기에서 잘못된 유니폼을 입어 경기 개시를 한 시간동안 지연시켰고 이로 인해 승점 3점을 삭감당하는 징계를 받았다.

## 결과
| 중국 슈퍼리그 2009 우승 팀 |
| -------------------------- |
| 베이징 궈안 첫 번째 우승   |